# 白色军团
白色军团是一支14世纪活跃于意大利的雇佣军。最初由德国人阿尔伯特·斯泰尔茨领导，后来交给英格蘭人约翰·霍克伍德掌管。

## 流行文化
Conan Doyle的《白色军团》一书即基于历史上这支军队的故事，不过有部分虚构。

## 相關
- 紅色軍團
- 黑色軍團